# Adriano Irala
Adriano Irala (San José de los Arroyos, Paraguay; 21 de julio de 1894-Asunción, 18 de agosto de 1933) fue un intelectual, catedrático universitario y periodista paraguayo.

## Biografía
Nació en San José de los Arroyos, el 21 de julio de 1894. Irala completó sus estudios secundarios en 1911, obteniendo la medalla de oro por su rendimiento académico. Posteriormente, ingresó a la Facultad de Derecho y Ciencias Sociales de la Universidad Nacional de Asunción, donde obtuvo su doctorado en derecho con honores, con la tesis titulada El Ejecutivo Colegiado.
Estaba casado con Zoraida Burgos y tuvo dos hijos, Adriano y Gerónimo Irala Burgos, quienes, según los registros, se dedicaron a la difusión del saber como intelectuales y escritores.
Desde joven, Irala se distinguió como periodista y catedrático. Impartió clases de lógica y psicología en el Colegio Nacional de la Capital Gral. Bernardino Caballero y en la Escuela Normal de Profesores. Además, ocupó la cátedra titular de derecho internacional público en la Universidad Nacional de Asunción.
Fue presidente del club Cerro Porteño en dos periodos, entre 1920 y 1922 y nuevamente desde 1925 hasta pocos meses antes de su fallecimiento en 1933.
Irala fue director del periódico La Nación, donde promovió una línea editorial de marcada independencia. En el ámbito político, fue dirigente y caudillo del movimiento cívico, siendo uno de los fundadores de la Liga Nacional Independiente, un partido opositor creado en 1928.
En 1924, formó parte de la delegación paraguaya que asistió a los festejos del centenario de la Batalla de Ayacucho en Perú, donde pronunció un discurso destacando la solidaridad peruana durante la guerra de la Triple Alianza, considerado una obra maestra de la oratoria.
Debido a sus convicciones políticas contrarias al gobierno de la época, sufrió el destierro, del cual pudo regresar en 1932, con la asunción al poder del doctor Eusebio Ayala. Al retornar, se ofreció a servir a la nación en el ámbito militar. Fue incorporado al Ejército Paraguayo con el grado de mayor y desempeñó funciones como auditor de guerra en el comando de operaciones durante la guerra del Chaco.

### Legado y pensamiento
Irala perteneció a la generación romántica y liberal que, según el político y escritor Juan Natalicio González, irrumpió en el Paraguay de posguerra con una carga intelectual profunda, pero también con tensiones derivadas de su visión del liberalismo individualista, que contrastaba con su amor por la patria. González señala que, si bien la literatura romántica de Irala buscaba refugiarse en el individuo, esta corría el riesgo de perder contacto con las complejas realidades sociales y políticas que alimentaban el pensamiento y la poesía más allá de lo personal.

## Fallecimiento
Irala contrajo una grave dolencia durante la guerra del Chaco y, tras ser evacuado a la capital del país, Asunción, falleció el 18 de agosto de 1933, a los 39 años de edad, a causa de dicha enfermedad.